# 大阪女子短期大学 (開校しなかった短期大学)
大阪女子短期大学（おおさかじょしたんきだいがく）は、大阪府大阪市阿倍野区において1951年に設置される予定だった日本の私立短期大学である。

## 概要
まず、1949年に当時の文部省に提出された短期大学の設置認可に関する書類に名称のみだが、記載がある。次に、開学を見送った1950年10月の時点では当時既存の美章園服装学校を母体として、翌年の開学を目指して文部省に再度、設置の認可申請を行っていたことも判明している。しかし結局は不認可となり設置を断念した。なお、かつて藤井寺市において1955年の開学から2016年の学生受け入れを最後に2018年3月まで設置されていた同名称を冠した短期大学とは設立法人が別であり、学校法人谷岡学園が母体となっていた。

## 設置予定学科
- 服装科[2]